# Układ autonomiczny (matematyka)
Układ autonomiczny – termin stosowany w matematyce, fizyce i teorii sterowania.

## Matematyka
W matematyce przez układ autonomiczny rozumie się autonomiczne równanie różniczkowe, które nie zależy od zmiennej niezależnej. Gdy zmienną tą jest czas, mówi się o układzie stacjonarnym.

## Fizyka
Wiele praw fizyki, uznającej czas za zmienną niezależną, wyraża się w postaci układów autonomicznych. Uważa się to za zgodne z prawami natury, które tak samo obowiązują dziś, jak i w dowolnej chwili w przeszłości lub przyszłości.
Ściśle rzecz biorąc, wszystkie układy fizyczne są nieautonomiczne, ponieważ żadna z ich charakterystyk nie jest stała w czasie. Pojęcie układu autonomicznego jest pojęciem idealnym, podobnie jak pojęcie układu liniowego. W praktyce własności układu często zmieniają się bardzo wolno i można zaniedbać ich zmiany czasowe bez popełniania znaczących błędów.

## Teoria sterowania
W teorii sterownia układy liniowe są klasyfikowane jako stacjonarne lub niestacjonarne zależnie od tego czy macierz układu zmienia się w czasie, czy nie. W ogólnym kontekście układów nieliniowych terminy układ stacjonarny i układ niestacjonarny zastępowane są odpowiednio przez układ autonomiczny i układ nieautonomiczny.
Liniowe układy stacjonarne (ang. Linear Time-Invariant – LTI) są autonomiczne, natomiast liniowe układy niestacjonarne (ang. Linear Time-Varying – LTV) są nieautonomiczne.
Układ nieliniowy opisany układem nieliniowych równań różniczkowych:
{\displaystyle {\dot {x}}=f(x),}
gdzie {\displaystyle f} jest nieliniową funkcją wektorową, a {\displaystyle x} wektorem zmiennych stanu o wymiarze {\displaystyle n\times {1},} jest układem autonomicznym, jeżeli {\displaystyle f} nie zależy wprost od czasu, to jest jeżeli równanie stanów układu może być zapisane jako
{\displaystyle {\dot {x}}=f(x).}
W przeciwnym przypadku układ nazywany jest układem nieautonomicznym.
Proces przejściowy w układzie liniowym zależy wyłącznie od dynamiki tego układu, a nie zależy od wymuszenia. W nieliniowym układzie proces przejściowy zależy od procesu wymuszonego, czyli od wymuszenia.
Zasadnicza różnica między układami autonomicznymi i nieautonomicznymi polega na tym, że trajektoria stanów układów autonomicznych jest niezależna od początkowego czasu, podczas gdy dla układów nieautonomicznych ogólnie tak nie jest.
Obiekt stacjonarny opisany równaniem:
{\displaystyle {\dot {x}}=f(x,u)}
można sprowadzić do układu nieautonomicznego, o zamkniętej pętli, jeżeli przyjmie się sterowanie zależne od czasu, to znaczy: {\displaystyle u=g(x,t).} Układy adaptacyjne dla obiektów liniowych stacjonarnych mają zazwyczaj w układzie zamkniętym układy nieliniowe i nieautonomiczne.